# The French Chef
The French Chef est une émission de télévision américaine créée en 1963 par Julia Child et qui a joué un rôle primordial dans la propagation et l'expansion de la cuisine française aux États-Unis.

## Historique
Cette émission influente produite et diffusée par WGBH Boston (Massachusetts), de 1963 à 1973, a été l'une des premières émissions de cuisine à voir le jour à la télévision aux Etats-Unis. La cuisine française y était présentée au public américain à une époque où elle n'était encore considérée par celui-ci que comme une cuisine de restaurant coûteuse qui ne pouvait en aucun cas convenir à un ménage familial. Elle était présentée par Julia Child, qui, quoique ni cuisinière ni française, s'était passionnée pour la cuisine française (aimant rappeler son premier repas en France avec des huîtres, une sole meunière et une bouteille de Pouilly Fumé ) et avait étudié la cuisine en France à l'école du Cordon-Bleu. La première apparition de Julia Child à la télévision est le fruit du hasard : à la suite de l'annulation de la participation d'un invité, il lui est proposé de faire une démonstration de cuisine, qui reçoit un écho particulièrement positif. Une de ses originalités était qu'elle mettait l'accent sur des ingrédients frais et encore relativement inconnus du public américain de l'époque.
Cette émission pionnière née de quelques présentations spéciales faites par Julia Child sur la base de l'ouvrage Mastering the Art of French Cooking, qu'elle avait écrit, et Louisette Bertholle, s'est rapidement imposée comme l'émission de cuisine la plus reconnue du grand public américain. Toutes les recettes étaient tirées de Mastering the Art of French Cooking, mais pour l'émission, Julia Child choisissait le plus souvent les recettes de son ouvrage convenant le mieux au cadre familial. Si des recettes plus élaborées comme certaines sortes de soufflés ou certaines pâtisseries ambitieuses semblaient à la portée d'un cuisinier à domicile sans personnel, elles étaient également mises au programme.
Tournée en vidéo du début à la fin, l’émission laissait peu de place aux erreurs, qui, par la suite, ont toujours été utilisées comme des « moments d'enseignement ». L'accent placé par Julia Child sur des ingrédients frais de qualité a amené plus d'une fois des commerces d'alimentation à tomber à court des produits mentionnés lors de la diffusion d'un épisode, notamment la viande, le poisson ou les légumes. Certains éléments de l'émission en sont devenus des constantes : le gout affirmé de la présentatrice pour le vin, sa farouche défense de l'usage du beurre ; son torchon d'une propreté impeccable et sa conclusion de chaque émission par un fougueux mais enthousiaste « Bon appétit ! » lancé dans un français copieusement accentué d'anglais.
Diffusée à l'origine en noir et blanc, l’émission l'a ensuite été en couleur et sa rediffusion sur PBS s'est poursuivie jusqu'en 1987. Deux autres livres de recettes associés à l’émission ont été publiés.